# Достойний супротивник
«Сила уяви» (англ. Honorable Opponent) — коротка науково-фантастична повість Кліффорда Сімака, вперше опублікована журналом «Galaxy Science Fiction» в серпні 1956 року.

## Сюжет
Після невдалої війни з расою «п'ятірочників» (англ. Fivers), Земля запросила мирні переговори і обмін полоненими. «П'ятірочники» переважали землян в озброєнні, їхня зброя примушувала кораблі зникати.
Землі необхідні були переговори і перемир'я, хоча б на 10 років, щоб відновити свій флот.
Однак домовитись про це було складно, оскільки «п'ятірочники» не розуміли поняття перемир'я, а коли врешті вони погодились, то вибрали для цього пустельну кам'яну планету.
Прибувши із запізненням, командир «п'ятірочників» похвалив генерала землян за їхню тактику і одразу почав показувати варіанти дій, які призвели б до перемоги землян.
А потім пожалівся на зброю землян, яка пошкоджувала їхні кораблі і пообіцяв подарувати ту, яка просто «вилучала» їх з поля до кінця битви.
Після цього на планету опустились всі «вилучені» ними земні кораблі з неушкодженими екіпажами.
Сторони захоплено домовились продовжувати війну далі.